# Чемпионат Европы по волейболу среди женских старших молодёжных команд 2022
1-й чемпионат Европы по волейболу среди женских старших молодёжных команд проходил с 12 по 17 июля 2022 года в двух городах Италии (Чериньоле и Андрии) с участием 8 сборных команд, составленных из игроков не старше 21 года. Чемпионский титул выиграла команда Италии.

## Команды-участницы
Италия — команда страны-организатора;
Сербия, Польша, Австрия, Турция, Израиль, Дания, Украина — по результатам квалификации.

## Квалификация
Квалификация (отборочный турнир) чемпионата прошла с 19 по 21 мая 2022 года с участием 15 команд. Были разыграны 7 путёвок в финальный турнир европейского первенства. От квалификации освобождена Италия (команда страны-организатора).
Отборочный турнир включал один групповой этап. Обладателями путёвок на чемпионат стали победители групп и 3 из 4 команд, занявших в группах вторые места.
| Место | Группа A ( Уб) | Группа B ( Зелёна-Гура) | Группа D ( Штайнбрунн) | Группа E ( Подгорица) |
| ----- | -------------- | ----------------------- | ---------------------- | --------------------- |
| 1     | Сербия         | Польша                  | Австрия                | Турция                |
| 2     | Дания          | Украина                 | Израиль                | Португалия            |
| 3     | Латвия         | Чехия                   | Болгария               | Черногория            |
| 4     |                | Венгрия                 | Фарерские острова      | Исландия              |

Соревнования в группе «С», в которых должны были участвовать Россия, Беларусь и Венгрия, были отменены из-за отстранения сборных России и Беларуси. Венгрия переведена в группу «В».

## Система розыгрыша
Соревнования состояли из предварительного этапа и плей-офф. На предварительной стадии 8 команд-участниц были разбиты на 2 группы, в которых играли в один круг. 4 команды (по две лучшие из каждой группы) вышли в плей-офф и разыграли медали чемпионата.
Первичным критерием при распределении мест в группах являлось общее количество побед. При равенстве этого показателя в расчёт последовательно брались количество очков, соотношение партий, мячей, результаты личных встреч. За победы со счётом 3:0 и 3:1 команды получали по 3 очка, за победы 3:2 — по 2 очка, за поражения 2:3 — по 1 очку, за поражения 0:3 и 1:3 очки не начислялись.
Италия в качестве хозяйки чемпионата определена в группу 1. Группу 2 возглавила Турция как лучшая по рейтингу ЕКВ. Остальные 6 команд по системе «змейка» распределены по двум группам предварительного этапа чемпионата.
Окончательный состав групп предварительного этапа выглядел следующим образом:
| Группа 1                      | Группа 2                    |
| ----------------------------- | --------------------------- |
| Италия Сербия Австрия Украина | Турции Польша Дания Израиль |

## Игровые арены
Чериньола
- Во Дворце спорта «ПалаТатарелла» (PalaTatarella) прошли матчи группы 1 предварительного этапа и поединки плей-офф . Открыт в 2019 году. Вместимость 680 зрителей.

Андрия
- В городском Дворце спорта прошли матчи группы 2 предварительного этапа. Открыт в 1993 году. Вместимость 4370 зрителей.

## Предварительный этап
|  | Вышедшие в плей-офф |

### Группа 1
Чериньола
| М | Команда | 1   | 2   | 3   | 4   | И | В | П | С/П | О |
| - | ------- | --- | --- | --- | --- | - | - | - | --- | - |
| 1 | Италия  |     | 3:2 | 3:1 | 3:0 | 3 | 3 | 0 | 9:3 | 8 |
| 2 | Сербия  | 2:3 |     | 3:0 | 3:0 | 3 | 2 | 1 | 8:3 | 7 |
| 3 | Украина | 1:3 | 0:3 |     | 3:1 | 3 | 1 | 2 | 4:7 | 3 |
| 4 | Австрия | 0:3 | 0:3 | 1:3 |     | 3 | 0 | 3 | 1:9 | 0 |

12 июля
Сербия — Австрия 3:0 (25:10, 25:11, 25:18); Италия — Украина 3:1 (25:22, 23:25, 25:14, 25:19).
13 июля
Сербия — Украина 3:0 (25:17, 25:18, 25:17); Италия — Австрия 3:0 (25:9, 25:14, 25:19).
14 июля
Украина — Австрия 3:1 (25:18, 21:25, 25:15, 25:11); Италия — Сербия 3:2 (23:25, 13:25, 25:17, 25:17, 21:19).

### Группа 2
| М | Команда | 1   | 2   | 3   | 4   | И | В | П | С/П | О |
| - | ------- | --- | --- | --- | --- | - | - | - | --- | - |
| 1 | Польша  |     | 3:0 | 3:0 | 3:0 | 3 | 3 | 0 | 9:0 | 9 |
| 2 | Турция  | 0:3 |     | 3:0 | 3:1 | 3 | 2 | 1 | 6:4 | 6 |
| 3 | Дания   | 0:3 | 0:3 |     | 3:0 | 3 | 1 | 2 | 3:6 | 3 |
| 4 | Израиль | 0:3 | 1:3 | 0:3 |     | 3 | 0 | 3 | 1:9 | 0 |

12 июля
Польша — Дания 3:0 (25:16, 25:21, 25:12); Турция — Израиль 3:1 (24:26, 25:17, 25:11, 25:20).
13 июля
Дания — Израиль 3:0 (25:23, 25:16, 25:21); Польша — Турция 3:0 (25:22, 25:21, 25:20).
14 июля
Турция — Дания 3:0 (25:12, 25:16, 25:22); Польша — Израиль 3:0 (25:22, 25:23, 25:18).

## Плей-офф

### Полуфинал
16 июля
Сербия — Польша 3:0 (25:21, 25:15, 25:20).
Италия — Турция 3:2 (23:25, 25:17, 25:21, 17:25, 15:12).

### Матч за 3-е место
17 июля
Турция — Польша 3:2 (21:25, 25:23, 26:28, 25:21, 15:10).

### Финал
17 июля
Италия — Сербия 3:2 (17:25, 25:17, 15:25, 25:19, 15:11). Отчёт

## Итоги

### Положение команд
| Место | Команда |
| ----- | ------- |
| 1     | Италия  |
| 2     | Сербия  |
| 3     | Турция  |
| 4     | Польша  |
| 5—6   | Украина |
| 5—6   | Дания   |
| 7—8   | Израиль |
| 7—8   | Австрия |

### Призёры
Италия: Ловет Оморуйи, Мартина Армини, Эмма Каньин, Бинто Диоп, Джорджия Фрозини, Эмма Грациани, Валентина Бартолуччи, Джулия Марконато, София Монца, Аличе Нардо, Линда Нвакалор, Алессия Больцонетти. Главный тренер — Лука Пьераньоли.
  Сербия: Андреа Тишма, Нина Мандович, Миня Осмаич, Бояна Гочанин, Валерия Савичевич, Дуня Грабич, Тияна Врцель, Йована Цветкович, Тара Таубнер, Ана Малешевич, Исидора Коцкаревич, Бранка Тица, Стефана Ракич, Анджелка Новосел. Главный тренер — Марияна Боричич.
  Турция: Суде Хаджимустафаоглу, Селин Адалы, Дерин-Эзги Ташдемир, Мелиса-Эге Бюкмен, Берка-Бусе Озден, Пелин Эроктай, Чагла Салих, Лила Шенгюн, Сехер Аксой, Ипар-Озай Курт, Бенгису Айгюн, Айбюке Гюльденоглу, Гюльдже Гючтекин, Кармен Аксой. Главный тренер — Мустафа Доганджи.

### Индивидуальные призы
| - MVP Эмма Каньин - Лучшая связующая Андреа Тишма - Лучшие центральные блокирующие Эмма Грациани Ана Малешевич | - Лучшая диагональная Ипар-Озай Курт - Лучшие доигровщицы Бранка Тица Ловет Оморуйи - Лучшая либеро Гюльдже Гючтекин |